# Arrabidaea rego
Arrabidaea rego är en katalpaväxtart som först beskrevs av Vell., och fick sitt nu gällande namn av Dc.. Arrabidaea rego ingår i släktet Arrabidaea och familjen katalpaväxter. Inga underarter finns listade i Catalogue of Life.